# Rally RACE de España de 1978
El Rally RACE de España de 1978 fue la 26.ª edición, la cuarenta y dos ronda de la temporada 1978 del Campeonato de Europa de Rally, la decimosexta ronda de la temporada 1978 de la FIA Cup for Rally Drivers y la undécima de la temporada 1978 del Campeonato de España de Rally. Se celebró entre el 20 y el 22 de octubre.

## Clasificación final
| Pos. | Piloto              | Copiloto            | Automóvil               | Tiempo  | Diferencia |
| ---- | ------------------- | ------------------- | ----------------------- | ------- | ---------- |
| 1.   | Tony Carello        | Maurizio Perissinot | Lancia Stratos HF       | 4:20.03 | 0.0        |
| 2.   | Beny Fernández      | Victor Sabater      | Fiat 131 Abarth         | 4:29.40 | +9.37      |
| 3.   | Jorge de Bagration  | Nuria Llopis        | Lancia Stratos HF       | 4:33.27 | +13.24     |
| 4.   | Salvador Servià     | Jordi Sabater       | Fiat 131 Abarth         | 4:38.41 | +18.38     |
| 5.   | Gilbert Staepelaere | Eric Bessem         | Ford Escort RS1800      | 4:42.22 | +22.19     |
| 6.   | Carlos Torres       | Pedro de Almeida    | Ford Escort RS 2000     | 4:49.10 | +29.07     |
| 7.   | Pablo de Sousa      | Luis Sanz           | Ford Fiesta             | 4:53.02 | +32.59     |
| 8.   | Genito Ortiz        | Susi Cabal          | Simca 1200 TI           | 4:53.26 | +33.23     |
| 9.   | Ricardo Muñoz       | Antonio Boto        | Citroën GS              | 5:17.20 | +57.17     |
| 10.  | «Gavi»              | Martínez            | SEAT 124D Especial 1800 | 5:30.26 | +1:10.23   |

| Predecesor: Southern Cross Rally | FIA Cup for rally drivers 1978 | Sucesor: Costa de Marfil de 1978 |